# 国際民主法律家協会
国際民主法律家協会（こくさいみんしゅほうりつかきょうかい、英語: International Association of Democratic Lawyers ; IADL）は、1946年に設立された非政府組織である。国際連合経済社会理事会（エコソック）と国際連合教育科学文化機関（ユネスコ）での協議資格を有している。初代会長はルネ・カサン。
日本からは日本国際法律家協会が加入している。また、刑事法学者新倉修が役員を務める。